# گل ستاره
گل ستاره (نام علمی: Trientalis borealis) نوعی گیاه پایا است که در جنگل‌های شمال آمریکای شمالی و در ماه های ژوئن و می می روید. گل‌های ستاره ریزوم های خزنده ای هستند که طول ساقه‌شان تا ۲۰ سانتی متر نیز می رسد. هر ساقه ی این گیاهان معمولاً در نوکشان ۵ تا ۹ برگ نوک تیز دارند با یک یا دو گل سپید رنگ که از ساقه های کوچک تری که از حلقه ی میان برگ ها رشد کرده اند روییده اند. این گل‌ها در کل قطری معادل ۱۱ میلیمتر دارند و دارای ۷ گلبرگ هستند که در کنار یکدیگر گل ستاره مانندی را پدید می آورند.
گل‌های ستاره ای توسط سازمان های حمایت از محیط زیستی چون (به انگلیسی: Georgia and Kentucky) و (به انگلیسی: Illinois and Tennessee) در حال انقراض شمرده شده اند. 